# Соучаствующее проектирование
Соучаствующее проектирование (архитектурный метод) — метод проектирования общественных пространств с вовлечением в процесс жителей, местных сообществ, активистов, представителей административных структур, локального бизнеса, инвесторов, представителей экспертного сообщества и других заинтересованных в проекте сторон. 
Такой метод позволяет разработать эффективный проект и разрешить конфликты заинтересованных сторон в процессе его реализации.
Метод соучаствующего проектирования впервые был применен во второй половине XX в.
Федеральные программы 1960-х гг. заключались в участии жителей в реконструкции. Профессионалы принимали ключевые решения, контролировали бюджет и несли ответственность. В России метод соучастия начал применяться с 2014 года для проектирования различных общественных пространств в Санкт-Петербурге, Казани, Красноярске, Вологде, Якутске и других городах.
В феврале 2020 года метод соучаствующего проектирования впервые был применён к проектам благоустройства уже существующих жилых дворов в Москве.

## Суть метода
Главный принцип метода соучаствующего проектирования — вовлечение наиболее заинтересованной стороны (жителей и местных сообществ) к созданию общественного пространства.
Согласно теории соучастия, новые/обновленные общественные пространства эффективнее используются, если жители были вовлечены в их проектирование.
Вовлечение жителей к процессу проектирования общественных пространств позволяет не только создать востребованное и комфортное пространство, но и снизить риски экономической неэффективности проекта.

## История возникновения
Практика соучастия в 1960-х годах стала ответной реакцией «низов» на масштабные, по большей части директивные проекты перестройки городов.
В английском языке методика получила название democratic design или participatory design; в России пользуются определениями «архитектура соучастия» и «архитектура местных сообществ».
Основоположником методики соучаствующего проектирования считается Генри Санофф (Henry Sanoff), профессор Университета Северной Каролины, эксперт в области архитектурного программирования, основатель Международной ассоциации средовых исследователей и социально ориентированного проектирования (EDRA). Согласно теории Саноффа, истоки соучаствующего подхода лежат в «партисипаторной демократии», которая «предполагает коллективное принятие решений во всех областях общественной жизни».
Главные принципы методики соучаствующего проектирования Санофф отразил в книге «Соучаствующее проектирование. Практики общественного участия в формировании среды больших и малых городов» (Democratic Design: Participation case Studies in Urban & Small Town Environments), изданной в 2010 году. Книга включает в себя описания проектов, реализованных по методике соучастия за время пятидесятилетней практики Саноффа. В России книга вышла по инициативе архитектурного бюро «Проектная группа 8» в 2015 году. Генри Санофф лично презентовал книгу в Вологде.

## Соучаствующее проектирование в России
В современном отечественном градостроительстве идея принятия решения с учетом мнения жителей реализуется путем общественных слушаний.
Многие эксперты отмечают, что в отличие от общественных слушаний, соучаствующее проектирование пользуется большим доверием граждан.
Одними из современных популяризаторов соучаствующего проектирования в России считается архитектурное бюро «Проектная группа 8» (г. Казань). С 2011 бюро развивает инструментарий участия местных жителей в создании новых объектов городской среды. Среди проектов бюро — проекты городского благоустройства в Москве, Вологде, республике Башкортостан, Челябинской области, Ямало-Ненецком автономном округе, работа по Программе развития общественных пространств в Республике Татарстан.
В Вологде заметным изменением в ходе совместного проектирования стал социально-средовой проект «Активация», включающий благоустройство 5 общественных пространств. В реализации проекта помимо архитекторов, участвовали студенты Вологодского государственного университета, местные бизнес-сообщества; в некоторых объектах — горожане.
В 2020 году в рамках национального проекта «Жилье и городская среда» АСИ и Минстрой РФ разработали стандарт вовлечения населения в вопросы городского развития и благоустройства.
Специалистов по соучаствующему проектированию готовят в рамках образовательных программ по территориальному развитию в РАНХиГС, ВШЭ, МАРШ, Институт «Стрелка» и др.

## Соучаствующее проектирование в Москве
В 2020 году соучаствующее проектирование стало одним из проектов программы «Мой район». На первом этапе запланировано обновление пяти дворов площадью не менее 1 Га каждый в столичных районах Бибирево, Кузьминки, Лосиноостровский, Марьино, Рязанский. К работе были привлечены архитектурные бюро: «Дружба», «Народный архитектор» в консорциуме с  YOarchitects, UTRO, Megabudka и «Практика». С февраля по апрель 2020 года проводились как очные встречи архитекторов проекта с жителями дворов в районных центрах и библиотеках, так и онлайн встречи. 5 сентября 2020 года в пяти дворах открылись выставки, посвященные совместной работе жителей и архитекторов и были обнародованы итоговые проектные решения.
В 2021 году как продолжение проекта, запланировано совместное обсуждение и проектирование порядка 17 новых дворовых территорий и 3 общественных пространства в столице.

## Практики соучастия в мире
В США популярны публичные слушания как инструмент выявления общественного мнения для предотвращения принятия городскими властями решений, которые не поддерживаются горожанами. При этом градостроительная политика не обязана четко отвечать результатам общественных слушаний, но мнения горожан важны и носят консультативный характер для тех, кто принимает окончательные решения.
Основной документ, формулирующий подходы к проектированию застройки в Англии — Национальная стратегия планирования, опубликованная Министерством местных сообществ и местного самоуправления в 2012 году – указывает на необходимость вовлечения жителей в процесс проектирования. Если работа по учету мнений общественности была проведена, орган, выдающий разрешение на строительство, будет более благосклонен к проекту.

## Инструменты соучаствующего проектирования
Для вовлечения местных жителей в процесс проектирования нового объекта используются следующие практики.
- Сбор и анализ первичной информации — осмотр объекта специалистами и выявление первичных потребностей местных жителей.
- Информирование населения с целью максимального вовлечения жителей в процесс.
- Встреча участников проекта — очная или онлайн встреча; помогает выявить «лидеров мнений», собрать замечания и предложения.
- Сессия соучаствующего проектирования — практическая разработка предложений, где аудитория делится на группы, подготавливает свой проект и защищает его.
- Формирование итоговых замечаний и предложений — формирование единого проектного решения на основе предложенных проектов.
- Разработка проектно-сметной документации, ее согласование и последующая реализация проекта.